# Kersana Malima
Kersana Malima är ett distrikt i Etiopien. Det ligger i den centrala delen av landet, 60 km söder om huvudstaden Addis Abeba.